# Oudaïas (tribu)
Pour les articles homonymes, voir Oudaïas.
 (avril 2025).
Motif : En attendant des sources secondaires centrées.
- Archive Wikiwix
- Bing
- Cairn
- DuckDuckGo
- E. Universalis
- Gallica
- Google
- G. Books
- G. News
- G. Scholar
- Persée
- Qwant
- (zh) Baidu
- (ru) Yandex
- (wd) trouver des œuvres sur Wikidata

| 1. | Préciser le motif de la pose du bandeau. | Précisez le motif de la pose du bandeau en utilisant la syntaxe suivante : {{admissibilité à vérifier\|date=juillet 2025\|motif=remplacez ce texte par le motif}}                    |
| 2. | Informer les utilisateurs concernés.     | Pensez à avertir le créateur de l'article, par exemple, en insérant le code ci-dessous sur sa page de discussion : {{subst:avertissement admissibilité à vérifier\|Oudaïas (tribu)}} |

Les Oudaïas sont une puissante tribu Arabe venu du Yémen habitant le désert issue des Banu Maqil et originaire de l'Adrar, dotés d'une forte cavalerie chamelière. Nomades récemment remontés vers le Nord, ils se trouvent alors dans le Souss. Lorsque Moulay Ismaïl rencontre un pauvre berger Oudaïa du nom de Bou-Chefra, après la prise de Marrakech en 1674, et apprend que son peuple a dû fuir les déserts pour cause de sécheresse. Le Sultan compatit avec lui, et décide de créer une armée d'élite, en réunissant tout son peuple, d'autant plus qu'ils sont d'origine ma'qil tout comme lui.

Le guich des Oudaïas est donc créé mais doit être distingué de la tribu des Oudaïas en elle-même. Cette nouvelle force se divise en trois « Reha ». La tribu des Oudaïas est l'une de ces « Reha ».

## Sources

### Sources bibliographiques
1. ↑  al-Nasiri 1906, p. 68.

### Francophone
- Ahmed ben Khâled Ennâsiri Esslâoui. (trad. de l'arabe par Eugène Fumet), Kitâb Elistiqsâ li-Akhbâri doual Elmâgrib Elaqsâ [« Le livre de la recherche approfondie des événements des dynasties de l'extrême Magrib »], vol. IX : Chronique de la dynastie alaouie au Maroc, Paris, Ernest Leroux, coll. « Archives marocaines », 1906 (lire en ligne)